# Едуардс Емсіс
Едуардс Емсіс (лат. Eduards Emsis, нар. 23 лютого 1996, Рига, Латвія) — латвійський футболіст, опорний півзахисник норвезького клубу «Рауфосс» та національної збірної Латвії.

## Ігрова кар'єра

### Клубна
Едуардс Емсіс є вихованцем футбольної школи столичного клубу «Сконто». У 2013 році він почав виступати за дубль цього клубу у Другому дивізіоні. У 2014 році Емсіс приєднався до клубу Вищої ліги МЕТТА/ЛУ, де грав п'ять сезонів але успіхів у латвійському футболі не досяг. 2019 рік футболіст провів у клубі «Єлгава» але не зумів закріпитися в основі, провівши в команді лише три матчі.
На початку 2020 року Емсіс перейшов до вірменського клубу «Ноах», з яким двічі ставав срібним призером чемпіонату Вірменії та вигравав Кубок цієї країни. У 2022 році футболіст виступав за фінський «Лахті».
Другу половину сзону 2022/23 Емсіс провів у складі албанського клубу «Егнатія», а в серпні 2023 року як вільний агент перебрався до Норвегії, де приєнався до клубу Другого дивізіону «Рауфосс», де одразу зайняв місце в основі.

### Збірна
Виступи на міжнародному рівні Емсіс почав у 2017 році з молодіжної збірної Латвії.
У лютому 2018 року Едвардс Емсіс дебютував у складі національної збірної Латвії. Після чого два з половиною роки футболіст не викликався до збірної. З осені 2020 року Емсіс став постійним гравцем збірної.

## Титули
Ноах
 Переможець Кубка Вірменії: 2019/20
 Віце - чемпіон Вірменії (2): 2019/20, 2020/21